# Séries télévisées américaines diffusées durant la saison 2012-2013
| 2011-2012 • | 2012-2013 • | 2013-2014 |

Cet article liste les séries télévisées diffusées en prime time sur les cinq principaux réseaux de télévision aux États-Unis durant la saison 2012–2013.

## Programmation
- Les nouvelles séries sont en gras.
- Les heures données correspondent à l'heure de l'Est et l'heure du Pacifique.
- Les dates de première diffusion sont indiquées entre parenthèses (21/10 signifie 21 octobre, etc.)

### Dimanche
| PM  | PM        | 7:00                                  | 7:30                                  | 8:00                            | 8:00                            | 8:30                            | 9:00                            | 9:30                            | 10:00                           | 10:30                           |
| --- | --------- | ------------------------------------- | ------------------------------------- | ------------------------------- | ------------------------------- | ------------------------------- | ------------------------------- | ------------------------------- | ------------------------------- | ------------------------------- |
| ABC | Automne   | America's Funniest Home Videos (7/10) | America's Funniest Home Videos (7/10) | Once Upon a Time (30/9)         | Once Upon a Time (30/9)         | Once Upon a Time (30/9)         | Revenge (30/9)                  | Revenge (30/9)                  | 666 Park Avenue (30/9)          | 666 Park Avenue (30/9)          |
| ABC | Mi-saison | America's Funniest Home Videos (7/10) | America's Funniest Home Videos (7/10) | Once Upon a Time (30/9)         | Once Upon a Time (30/9)         | Once Upon a Time (30/9)         | Revenge (30/9)                  | Revenge (30/9)                  | Red Widow (3/3)                 | Red Widow (3/3)                 |
| CBS | CBS       | 60 Minutes (30/9)                     | 60 Minutes (30/9)                     | The Amazing Race (30/9)         | The Amazing Race (30/9)         | The Amazing Race (30/9)         | The Good Wife (30/9)            | The Good Wife (30/9)            | The Mentalist (30/9)            | The Mentalist (30/9)            |
| Fox | Automne   | The OT                                | The OT                                | Les Simpson (30/9)              | Les Simpson (30/9)              | Bob's Burgers (30/9)            | Les Griffin (Family Guy) (30/9) | American Dad! (30/9)            | Programmation locale            | Programmation locale            |
| Fox | Mi-saison | Animation Domination (Encores)        | The Cleveland Show (7/10)             | Les Simpson (30/9)              | Les Simpson (30/9)              | Bob's Burgers (30/9)            | Les Griffin (Family Guy) (30/9) | American Dad! (30/9)            | Programmation locale            | Programmation locale            |
| NBC | Automne   | Football Night in America (9/9)       | Football Night in America (9/9)       | Football Night in America (9/9) | NBC Sunday Night Football (9/9) | NBC Sunday Night Football (9/9) | NBC Sunday Night Football (9/9) | NBC Sunday Night Football (9/9) | NBC Sunday Night Football (9/9) | NBC Sunday Night Football (9/9) |
| NBC | Hiver     | Dateline NBC (6/1)                    | Dateline NBC (6/1)                    | Dateline NBC (6/1)              | Dateline NBC (6/1)              | Dateline NBC (6/1)              | The Apprentice (3/3)            | The Apprentice (3/3)            | The Apprentice (3/3)            | The Apprentice (3/3)            |
| NBC | Printemps | Dateline NBC (31/3)                   | Dateline NBC (31/3)                   | Ready for Love (31/3)           | Ready for Love (31/3)           | Ready for Love (31/3)           | Ready for Love (31/3)           | Ready for Love (31/3)           | The Apprentice (31/3)           | The Apprentice (31/3)           |

### Lundi
| PM  | PM        | 8:00                          | 8:30                          | 9:00                          | 9:30                          | 10:00                | 10:30                |
| --- | --------- | ----------------------------- | ----------------------------- | ----------------------------- | ----------------------------- | -------------------- | -------------------- |
| ABC | Automne   | Dancing with the Stars (24/9) | Dancing with the Stars (24/9) | Dancing with the Stars (24/9) | Dancing with the Stars (24/9) | Castle (24/9)        | Castle (24/9)        |
| ABC | Mi-saison | The Bachelor (7/1)            | The Bachelor (7/1)            | The Bachelor (7/1)            | The Bachelor (7/1)            | Castle (24/9)        | Castle (24/9)        |
| ABC | Printemps | Dancing with the Stars (18/3) | Dancing with the Stars (18/3) | Dancing with the Stars (18/3) | Dancing with the Stars (18/3) | Castle (24/9)        | Castle (24/9)        |
| CBS | Automne   | How I Met Your Mother (24/9)  | Partners (24/9)               | 2 Broke Girls (24/9)          | Mike and Molly (24/9)         | Hawaii Five-0 (24/9) | Hawaii Five-0 (24/9) |
| CBS | Mi-saison | How I Met Your Mother (24/9)  | Rules of Engagement (4/2)     | 2 Broke Girls (24/9)          | Mike and Molly (24/9)         | Hawaii Five-0 (24/9) | Hawaii Five-0 (24/9) |
| CW  | Automne   | 90210 (8/10)                  | 90210 (8/10)                  | Gossip Girl (8/10)            | Gossip Girl (8/10)            | Programmation locale | Programmation locale |
| CW  | Hiver     | The Carrie Diaries (14/1)     | The Carrie Diaries (14/1)     | 90210 (14/1)                  | 90210 (14/1)                  | Programmation locale | Programmation locale |
| CW  | Printemps | Oh Sit! (15/4)                | Oh Sit! (15/4)                | 90210 (14/1)                  | 90210 (14/1)                  | Programmation locale | Programmation locale |
| Fox | Automne   | Bones (17/9)                  | Bones (17/9)                  | The Mob Doctor (17/9)         | The Mob Doctor (17/9)         | Programmation locale | Programmation locale |
| Fox | Mi-saison | Bones (17/9)                  | Bones (17/9)                  | The Following (21/1)          | The Following (21/1)          | Programmation locale | Programmation locale |
| NBC | Automne   | The Voice (10/9)              | The Voice (10/9)              | The Voice (10/9)              | The Voice (10/9)              | Revolution (17/9)    | Revolution (17/9)    |
| NBC | Hiver     | The Biggest Loser (7/1)       | The Biggest Loser (7/1)       | The Biggest Loser (7/1)       | The Biggest Loser (7/1)       | Deception (7/1)      | Deception (7/1)      |
| NBC | Printemps | The Voice (25/3)              | The Voice (25/3)              | The Voice (25/3)              | The Voice (25/3)              | Revolution (25/3)    | Revolution (25/3)    |

### Mardi
| PM     | PM        | 8:00                                  | 8:30                                  | 9:00                                  | 9:30                                          | 10:00                   | 10:30                   |
| ------ | --------- | ------------------------------------- | ------------------------------------- | ------------------------------------- | --------------------------------------------- | ----------------------- | ----------------------- |
| ABC    | Automne   | Dancing with the Stars (25/9)         | Dancing with the Stars (25/9)         | Happy Endings (23/10)                 | Don't Trust the B---- in Apartment 23 (23/10) | Private Practice (25/9) | Private Practice (25/9) |
| ABC    | Mi-saison | The Taste (22/1)                      | The Taste (22/1)                      | Happy Endings (23/10)                 | Happy Endings (29/1)                          | Body of Proof (19/2)    | Body of Proof (19/2)    |
| ABC    | Printemps | Celebrity Diving (19/3)               | Celebrity Diving (19/3)               | Dancing with the Stars Results (26/3) | Dancing with the Stars Results (26/3)         | Body of Proof (19/2)    | Body of Proof (19/2)    |
| CBS    | CBS       | NCIS (25/9)                           | NCIS (25/9)                           | NCIS : Los Angeles (25/9)             | NCIS : Los Angeles (25/9)                     | Vegas (25/9)            | Vegas (25/9)            |
| The CW | Automne   | Hart of Dixie (2/10)                  | Hart of Dixie (2/10)                  | Dr Emily Owens (16/10)                | Dr Emily Owens (16/10)                        | Programmation locale    | Programmation locale    |
| The CW | Mi-saison | Hart of Dixie (2/10)                  | Hart of Dixie (2/10)                  | Cult (19/2)                           | Cult (19/2)                                   | Programmation locale    | Programmation locale    |
| Fox    | Automne   | Raising Hope (2/10)                   | Ben and Kate (25/9)                   | New Girl (25/9)                       | The Mindy Project (25/9)                      | Programmation locale    | Programmation locale    |
| Fox    | Mi-saison | Raising Hope (2/10)                   | Raising Hope (29/1)                   | New Girl (25/9)                       | The Mindy Project (25/9)                      | Programmation locale    | Programmation locale    |
| NBC    | Automne   | The Voice (11/9)                      | The Voice (11/9)                      | Go On (11/9)                          | The New Normal (11/9)                         | Parenthood (11/9)       | Parenthood (11/9)       |
| NBC    | Hiver     | Betty White's Off Their Rockers (8/1) | Betty White's Off Their Rockers (8/1) | Go On (11/9)                          | The New Normal (11/9)                         | Smash (5/2)             | Smash (5/2)             |
| NBC    | Printemps | The Voice (26/3)                      | The Voice (26/3)                      | Go On (11/9)                          | The New Normal (11/9)                         | Smash (5/2)             | Smash (5/2)             |

### Mercredi
| PM     | PM        | 8:00                   | 8:30                  | 9:00                            | 9:30                                                            | 10:00                                  | 10:30                                  |
| ------ | --------- | ---------------------- | --------------------- | ------------------------------- | --------------------------------------------------------------- | -------------------------------------- | -------------------------------------- |
| ABC    | Automne   | The Middle (26/9)      | The Neighbors (26/9)  | Modern Family (26/9)            | Suburgatory (17/10)                                             | Nashville (10/10)                      | Nashville (10/10)                      |
| ABC    | Printemps | The Middle (26/9)      | Suburgatory (3/4)     | Modern Family (26/9)            | How to Live with Your Parents (for the Rest of Your Life) (3/4) | Nashville (10/10)                      | Nashville (10/10)                      |
| ABC    | Suivi de  | The Middle (26/9)      | Family Tools (1/5)    | Modern Family (26/9)            | How to Live with Your Parents (for the Rest of Your Life) (3/4) | Nashville (10/10)                      | Nashville (10/10)                      |
| CBS    | CBS       | Survivor (19/9)        | Survivor (19/9)       | Criminal Minds (26/9)           | Criminal Minds (26/9)                                           | CSI : Crime Scene Investigation (26/9) | CSI : Crime Scene Investigation (26/9) |
| The CW | The CW    | Arrow (10/10)          | Arrow (10/10)         | Supernatural (3/10)             | Supernatural (3/10)                                             | Programmation locale                   | Programmation locale                   |
| Fox    | Automne   | The X Factor (12/9)    | The X Factor (12/9)   | The X Factor (12/9)             | The X Factor (12/9)                                             | Programmation locale                   | Programmation locale                   |
| Fox    | Mi-saison | American Idol (16/1)   | American Idol (16/1)  | American Idol (16/1)            | American Idol (16/1)                                            | Programmation locale                   | Programmation locale                   |
| NBC    | Automne   | Animal Practice (26/9) | Guys with Kids (26/9) | New York, unité spéciale (26/9) | New York, unité spéciale (26/9)                                 | Chicago Fire (10/10)                   | Chicago Fire (10/10)                   |
| NBC    | Suivi de  | Whitney (14/11)        | Guys with Kids (26/9) | New York, unité spéciale (26/9) | New York, unité spéciale (26/9)                                 | Chicago Fire (10/10)                   | Chicago Fire (10/10)                   |

### Jeudi
| PM     | PM        | 8:00                       | 8:30                        | 9:00                         | 9:30                         | 10:00                           | 10:30                           |
| ------ | --------- | -------------------------- | --------------------------- | ---------------------------- | ---------------------------- | ------------------------------- | ------------------------------- |
| ABC    | Automne   | Last Resort (27/9)         | Last Resort (27/9)          | Grey's Anatomy (27/9)        | Grey's Anatomy (27/9)        | Scandal (27/9)                  | Scandal (27/9)                  |
| ABC    | Mi-saison | Zero Hour (14/2)           | Zero Hour (14/2)            | Grey's Anatomy (27/9)        | Grey's Anatomy (27/9)        | Scandal (27/9)                  | Scandal (27/9)                  |
| CBS    | CBS       | The Big Bang Theory (27/9) | Two and a Half Man (27/9)   | Person of Interest (27/9)    | Person of Interest (27/9)    | Elementary (27/9)               | Elementary (27/9)               |
| The CW | The CW    | Vampire Diaries (11/10)    | Vampire Diaries (11/10)     | Beauty and the Beast (11/10) | Beauty and the Beast (11/10) | Programmation locale            | Programmation locale            |
| Fox    | Automne   | The X Factor (13/9)        | The X Factor (13/9)         | Glee (13/9)                  | Glee (13/9)                  | Programmation locale            | Programmation locale            |
| Fox    | Mi-saison | American Idol (17/1)       | American Idol (17/1)        | Glee (13/9)                  | Glee (13/9)                  | Programmation locale            | Programmation locale            |
| NBC    | Automne   | 30 Rock (4/10)             | Up All Night (20/9)         | The Office (20/9)            | Parks and Recreation (20/9)  | Rock Center with Brian Williams | Rock Center with Brian Williams |
| NBC    | Hiver     | Community (7/2)            | Parks and Recreation (17/1) | The Office (20/9)            | 1600 Penn (10/1)             | Do No Harm (31/1)               | Do No Harm (31/1)               |
| NBC    | Printemps | Community (7/2)            | Parks and Recreation (17/1) | The Office (20/9)            | 1600 Penn (10/1)             | Hannibal (4/4)                  | Hannibal (4/4)                  |

### Vendredi
| PM     | PM        | 8:00                             | 8:30                             | 9:00                                 | 9:30                                 | 10:00                                 | 10:30                                 |
| ------ | --------- | -------------------------------- | -------------------------------- | ------------------------------------ | ------------------------------------ | ------------------------------------- | ------------------------------------- |
| ABC    | Automne   | Shark Tank (14/9)                | Shark Tank (14/9)                | Primetime: What Would You Do? (14/9) | Primetime: What Would You Do? (14/9) | 20/20 (14/9)                          | 20/20 (14/9)                          |
| ABC    | Suivi de  | Last Man Standing (2/11)         | Malibu Country (2/11)            | Shark Tank (2/11)                    | Shark Tank (2/11)                    | Primetime: What Would You Do? (2/11)  | Primetime: What Would You Do? (2/11)  |
| CBS    | Automne   | CSI: NY (28/9)                   | CSI: NY (28/9)                   | Made in Jersey (28/9)                | Made in Jersey (28/9)                | Blue Bloods (28/9)                    | Blue Bloods (28/9)                    |
| CBS    | Suivi de  | Undercover Boss (2/11)           | Undercover Boss (2/11)           | CSI: NY                              | CSI: NY                              | Blue Bloods (28/9)                    | Blue Bloods (28/9)                    |
| CBS    | Hiver     | The Job (8/2)                    | The Job (8/2)                    | CSI: NY                              | CSI: NY                              | Blue Bloods (28/9)                    | Blue Bloods (28/9)                    |
| CBS    | Printemps | Undercover Boss (19/4)           | Undercover Boss (19/4)           | Golden Boy (8/3)                     | Golden Boy (8/3)                     | Blue Bloods (28/9)                    | Blue Bloods (28/9)                    |
| The CW | Automne   | America's Next Top Model (19/10) | America's Next Top Model (19/10) | Nikita (19/10)                       | Nikita (19/10)                       | Programmation locale                  | Programmation locale                  |
| The CW | Suivi de  | Nikita (30/11)                   | Nikita (30/11)                   | (rediffusions)                       | (rediffusions)                       | Programmation locale                  | Programmation locale                  |
| Fox    | Automne   | Kitchen Nightmares (26/10)       | Kitchen Nightmares (26/10)       | Fringe (28/9)                        | Fringe (28/9)                        | Programmation locale                  | Programmation locale                  |
| Fox    | Mi-saison | Kitchen Nightmares (26/10)       | Kitchen Nightmares (26/10)       | Touch (8/2)                          | Touch (8/2)                          | Programmation locale                  | Programmation locale                  |
| NBC    | Automne   | rediffusions                     | rediffusions                     | Grimm (13/8)                         | Grimm (13/8)                         | Dateline NBC                          | Dateline NBC                          |
| NBC    | Hiver     | rediffusions                     | rediffusions                     | Dateline NBC                         | Dateline NBC                         | Rock Center with Brian Williams (8/2) | Rock Center with Brian Williams (8/2) |
| NBC    | Printemps | Fashion Star (8/3)               | Fashion Star (8/3)               | Grimm (8/3)                          | Grimm (8/3)                          | Rock Center with Brian Williams (8/2) | Rock Center with Brian Williams (8/2) |

### Samedi
| PM  | PM        | 8:00                            | 8:30                            | 9:00                            | 9:30                            | 10:00                           | 10:30                           |
| --- | --------- | ------------------------------- | ------------------------------- | ------------------------------- | ------------------------------- | ------------------------------- | ------------------------------- |
| ABC | ABC       | Saturday Night College Football | Saturday Night College Football | Saturday Night College Football | Saturday Night College Football | Saturday Night College Football | Saturday Night College Football |
| CBS | CBS       | Crimetime Saturday              | Crimetime Saturday              | Crimetime Saturday              | Crimetime Saturday              | 48 Hours Mystery (29/9)         | 48 Hours Mystery (29/9)         |
| Fox | Automne   | Fox Sports                      | Fox Sports                      | Fox Sports                      | Fox Sports                      | Fox Sports                      | Fox Sports                      |
| Fox | Mi-saison | COPS                            | COPS                            | Programmation encore            | Programmation encore            | Programmation locale            | Programmation locale            |
| Fox | Printemps | Fox Sports                      | Fox Sports                      | Fox Sports                      | Fox Sports                      | Fox Sports                      | Fox Sports                      |

## Liste des séries par réseau de télévision

### ABC
| Séries renouvelées : - Body of Proof (saison 3) - Castle (saison 5) - Don't Trust the B---- in Apartment 23 (saison 2) - Grey's Anatomy (saison 9) - Happy Endings (saison 3) - Last Man Standing (saison 2) - The Middle (saison 4) - Modern Family (saison 4) - Once Upon a Time (saison 2) - Private Practice (saison 6) - Revenge (saison 2) - Rookie Blue (été) (saison 3) - Scandal (saison 2) - Suburgatory (saison 2) | Nouvelles séries : - 666 Park Avenue - Family Tools - How to Live with Your Parents (for the Rest of Your Life) - Last Resort - Malibu Country - Mistresses - Nashville - The Neighbors - Red Widow - Zero Hour | Séries non renouvelées : - Charlie's Angels - Cougar Town (déplacé vers TBS) - Desperate Housewives (dernière saison) - GCB - Man Up - Missing : Au cœur du complot - Pan Am - The River - Work It |

### CBS
| Séries renouvelées : - 2 Broke Girls (saison 2) - The Big Bang Theory (saison 6) - Blue Bloods (saison 3) - Esprits criminels (saison 8) - Les Experts (saison 13) - Les Experts : Manhattan (saison 9) - The Good Wife (saison 4) - Hawaii Five-0 (saison 3) - How I Met Your Mother (saison 8) - Mentalist (saison 5) - Mike and Molly (saison 3) - NCIS : Enquêtes spéciales (saison 10) - NCIS : Los Angeles (saison 4) - Leçons sur le mariage (saison 7) - Mon oncle Charlie (saison 10) - Person of Interest (saison 2) - Unforgettable (saison 2) | Nouvelles séries : - Elementary - Friend Me - Golden Boy - Made in Jersey - Partners - Vegas | Séries non renouvelées : - A Gifted Man - CSI: Miami - Gentleman : mode d'emploi (How to Be a Gentleman) - NYC 22 - Rob |

### The CW
| Séries renouvelées : - 90210 (saison 5) - Gossip Girl (saison 6) - Hart of Dixie (saison 2) - Nikita (saison 3) - Supernatural (saison 8) - Vampire Diaries (saison 4) | Nouvelles séries : - Arrow - Beauty and the Beast - The Carrie Diaries - Cult - Dr Emily Owens | Séries non renouvelées : - Les Frères Scott (dernière saison) - The L.A. Complex - Ringer - The Secret Circle |

### Fox
| Séries renouvelées : - American Dad! (saison 8) - Bob's Burgers (saison 3) - Bones (saison 8) - The Cleveland Show (saison 4) - Les Griffin (Family Guy) (saison 11) - Fringe (saison 5) - Glee (saison 4) - New Girl (saison 2) - Raising Hope (saison 3) - Les Simpson (saison 24) - Touch (saison 2) | Nouvelles séries : - Ben and Kate - The Following - The Goodwin Games - The Mob Doctor - The Mindy Project | Séries non renouvelées : - Alcatraz - Allen Gregory - Breaking In - Dr House (dernière saison) - The Finder - I Hate My Teenage Daughter - Napoleon Dynamite - Terra Nova |

### NBC
| Séries renouvelées : - 30 Rock (saison 7) - Community (saison 4) - Grimm (saison 2) - New York, unité spéciale (saison 14) - The Office (saison 9) - Parenthood (saison 4) - Parks and Recreation (saison 5) - Smash (saison 2) - Up All Night (saison 2) - Whitney (saison 2) | Nouvelles séries : - 1600 Penn - Animal Practice - Chicago Fire - Crossbones - Deception - Do No Harm - Go On - Guys with Kids - Hannibal - The New Normal - Next Caller - Revolution - Save Me - Saving Hope (été) | Séries non renouvelées : - Are You There, Chelsea? - Awake - Bent - Best Friends Forever - Chuck (dernière saison) - The Firm - Free Agents - La Loi selon Harry (Harry's Law) - The Playboy Club - Prime Suspect |

## Séries renouvelées et annulées

### Séries renouvelées

#### CBS
- The Big Bang Theory (saison 7)[1]
- How I Met Your Mother (saison 9)[2]
- NCIS (saison 11)[3]
- Blue Bloods (saison 4)[4]
- The Good Wife (saison 5)[4]
- The Mentalist (saison 6)[4]
- Hawaii Five-0 (saison 4)[4]
- C.S.I. (saison 14)[4]
- Elementary (saison 2)[4]
- NCIS : Los Angeles (saison 5)[4]
- Mike and Molly (saison 4)[4]
- Person of Interest (saison 3)[4]
- 2 Broke Girls (saison 3)[4]
- Two and a Half Men (saison 11)[5]
- Criminal Minds (saison 9)[6]

#### The CW
- Arrow (saison 2)[7]
- Supernatural (saison 9)[7]
- Vampire Diaries (saison 5)[7]
- Beauty and the Beast (saison 2)[8]
- Hart of Dixie (saison 3)[8]
- Nikita (saison 4)[9]
- The Carrie Diaries (saison 2)[9]

#### Fox
- Les Simpson (saison 25)[10]
- American Dad! (saison 9)[11]
- Les Griffin (saison 12)[11]
- Bob's Burgers (saison 4)[12]
- Bones (saison 9)[13]
- The Following (saison 2)[14]
- The Mindy Project (saison 2)[15]
- New Girl (saison 3)[15]
- Raising Hope (saison 4)[15]
- Glee (saisons 5 et 6)[16]

#### NBC
- Chicago Fire (saison 2)[17]
- Grimm (saison 3)[17]
- Law and Order: Special Victims Unit (saison 15)[17]
- Parenthood (saison 5)[17]
- Revolution (saison 2)[17]
- Parks and Recreation (saison 6)[18]

### Séries annulées ou arrêtées

#### ABC
- Don't Trust the B---- in Apartment 23 (annulée)[19]
- Private Practice (dernière saison)[20]
- 666 Park Avenue (annulée)[21]
- Last Resort (non-prolongement)[21]
- Zero Hour (annulée)[22]

#### CBS
- Made in Jersey (annulée)[23]
- Partners (annulée)[24]

#### The CW
- Dr Emily Owens (non-prolongement)[25]
- Gossip Girl (dernière saison)[26]
- 90210 Beverly Hills : Nouvelle Génération (90210) (dernière saison)[27]
- Cult (annulée)[28]

#### Fox
- Fringe (dernière saison)[29]
- The Mob Doctor (non-prolongement)[30]
- Ben and Kate (annulée)[31]
- Touch (annulée)[32]

#### NBC
- 30 Rock (dernière saison)[33]
- Animal Practice (annulée)[34]
- Mockingbird Lane (pilote diffusé)
- Next Caller (annulée)[35]
- The Office (dernière saison)[36]
- Do No Harm (annulée)[37]
- Deception (annulée)[38]
- 1600 Penn (annulée)[18]
- Guys with Kids (annulée)[18]
- Up All Night (annulée)[18]
- Whitney (annulée)[18]

## Traduction
- (en) Cet article est partiellement ou en totalité issu de l’article de Wikipédia en anglais intitulé « 2012–13 United States network television schedule » (voir la liste des auteurs).